# El Acequión
El Acequión es un lugar de Albacete (España) situado al oeste de la capital. También es conocido como laguna del Acequión por contener una laguna desecada.
En el lugar se encuentra un yacimiento arqueológico de la Edad de Bronce caracterizado por la construcción de fortificación de grandes dimensiones realizada en piedra. La fortificación rodea poblados constituidos por cabañas de zócalos de piedra, por una parte, y de materia vegetal y adobe, por la otra.
Su economía debió basarse en la ganadería y la agricultura. El yacimiento se sitúa, cronológicamente, entre el 1900 y el 1500 antes de Cristo.
En el Museo Arqueológico Nacional de España y en el Museo Arqueológico de Albacete se exponen piezas halladas en el yacimiento de la Edad de Bronce.
El Ayuntamiento de Albacete ha abierto una web sobre el yacimiento arqueológico y el profesor Dr. Luis Benítez de Lugo Enrich (Universidad Complutense de Madrid), actual director de los trabajos en el sitio, ha creado otra en el portal web de su universidad.